# Albert Jensen
Albert Christian Jensen (født 25. december 1847 i Frederikssund, død 26. juni 1913 på Frederiksberg) var en dansk arkitekt, titulær professor, kgl. bygningsinspektør og etatsråd, far til arkitekten Ole Falkentorp.

## Karriere
Albert Jensen blev født 1847 som søn af købmand Søren Anders Jensen og Anne f. Jørgensen. Efter sin konfirmation kom Jensen 1863 til København, hvor han blev dimitteret fra Teknisk Institut 1863 og dernæst optaget på Kunstakademiets Arkitektskole oktober 1864. Han tog afgang herfra juli 1870 og vandt den lille guldmedalje 1874 (for Et lokale for et dramatisk Selskab) og den store store guldmedalje 1876 (for En Kuppelkirke som Sejrsmonument), medens han samtidig arbejdede hos J.H. Nebelong og senere hos Ferdinand Meldahl og Ludvig Fenger. Han vandt Akademiets store rejsestipendium 1876, 1877, 1878 og opholdt sig derfor 2½ år i udlandet, og efter sin hjemkomst knyttedes han til flere af Meldahls arbejder.
Han udstillede på Charlottenborg Forårsudstilling 1874-80 (3 gange med 3 værker) og på Raadhusudstillingen 1901.
Jensen var assistent ved Akademiets Arkitekturskole 1879-99, medlem af Akademiet fra 1883 og desuden af Akademiraadet 1890-1911 og af Skolerådet, revisor ved Akademiet 1896-1908, formand for Akademisk Arkitektforening 1897-1900, kongelig bygningsinspektør 1902-12, medlem af bestyrelsen for Theophilus Hansens Legat fra 1908, formand for Kunstnerhjemmets bestyrelse 1909-12 og medlem af Censurkomiteen ved Charlottenborg.
Han blev udnævnt til titulær professor 1901, var Ridder af Dannebrog og Dannebrogsmand samt dekoreret med den russiske Skt. Stanislaus Orden og russiske Skt. Anna Orden.
Han blev gift 28. november 1878 i København med Caroline Sophie Nebelong (14. november 1848 i København – 10. marts 1927 sammesteds), datter af arkitekt N.S. Nebelong og 2. hustru.
Albert Jensen er begravet på Vestre Kirkegård i København.

## Værker
- Marmorkirken (1875-94, sammen med Ferdinand Meldahl)
- Charlottenborg Udstillingsbygning (1880-83, til dels sammen med Ferdinand Meldahl, fredet)
- Under Meldahls tilsyn forestået opførelsen af den af arkitekt David I. Grimm tegnede russiske kirke Alexander Nevsky Kirke i Bredgade (1881-83, fredet)
- Deltog sammen med Ferdinand Meldahl i ombygning af Trolleholm (1887-89) og Trollenæs (1891-93) i Skåne
- Den oprindelige bygning for Niels Brocks Handelsskole, hjørneejendommen Sankt Annæ Plads 19 og Ny Toldbodgade 1-3 (1890)
- DFDS' ejendomme, Sankt Annæ Plads 26-28 og Kvæsthusgade 7 (1891)
- Frilagerbygningen, Toldboden, hjørnet af Esplanaden og Amaliegade (1891-94, nedrevet 1973)
- Magasin du Nord, Kongens Nytorv (1893-94, sammen med Henri Glæsel)
- Vesterbrogade 9 B (1901)
- Komplekset Westend, Vesterbrogade 65-67, København (1903)
- Posthus i Charlottenlund (1905)
- Ny skolebygning i gården til Nykøbing Katedralskole i Nykøbing Falster (1906)
- Grøndalshuset, Charlottenlund Skov (1907)
- G.A. Hagemanns Kollegium, Kristianiagade 10, København (1908)

### Dekorative arbejder
- De arkitektoniske dele af Niels Juels monument, Holmens Kanal, København (afsløret 1881, fredet)
- Mindesmærke over Ludvig Clausen, død 1904 (sammen med Fritz Koch, Vestre Kirkegård).

### Projekter
- Projekt til Stevns Fyr, der samtidig skulle være monument over Ivar Huitfeldt (1877, sammen med Charles Abrahams)
- Projekt til Christiansborg Slot (1887 og 1888, sammen med Ferdinand Meldahl, hovedpræmien)
- Projekt til grosserer Christian Hasselbalchs ejendom, Kejsergade 2, København (1901)